# Hugo Simberg

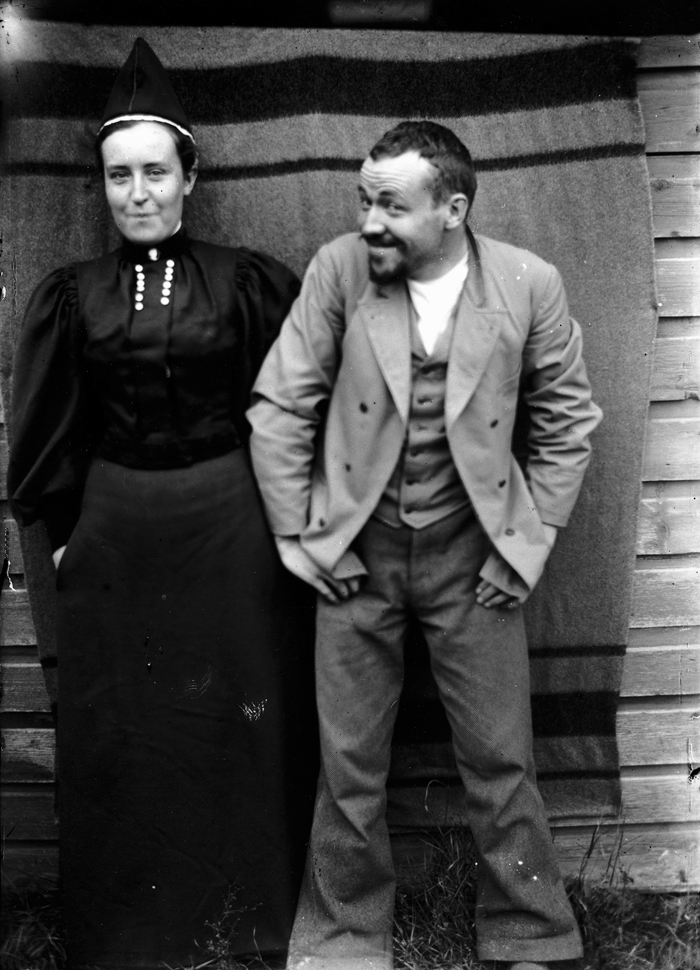
Selbstauslöser (1896)

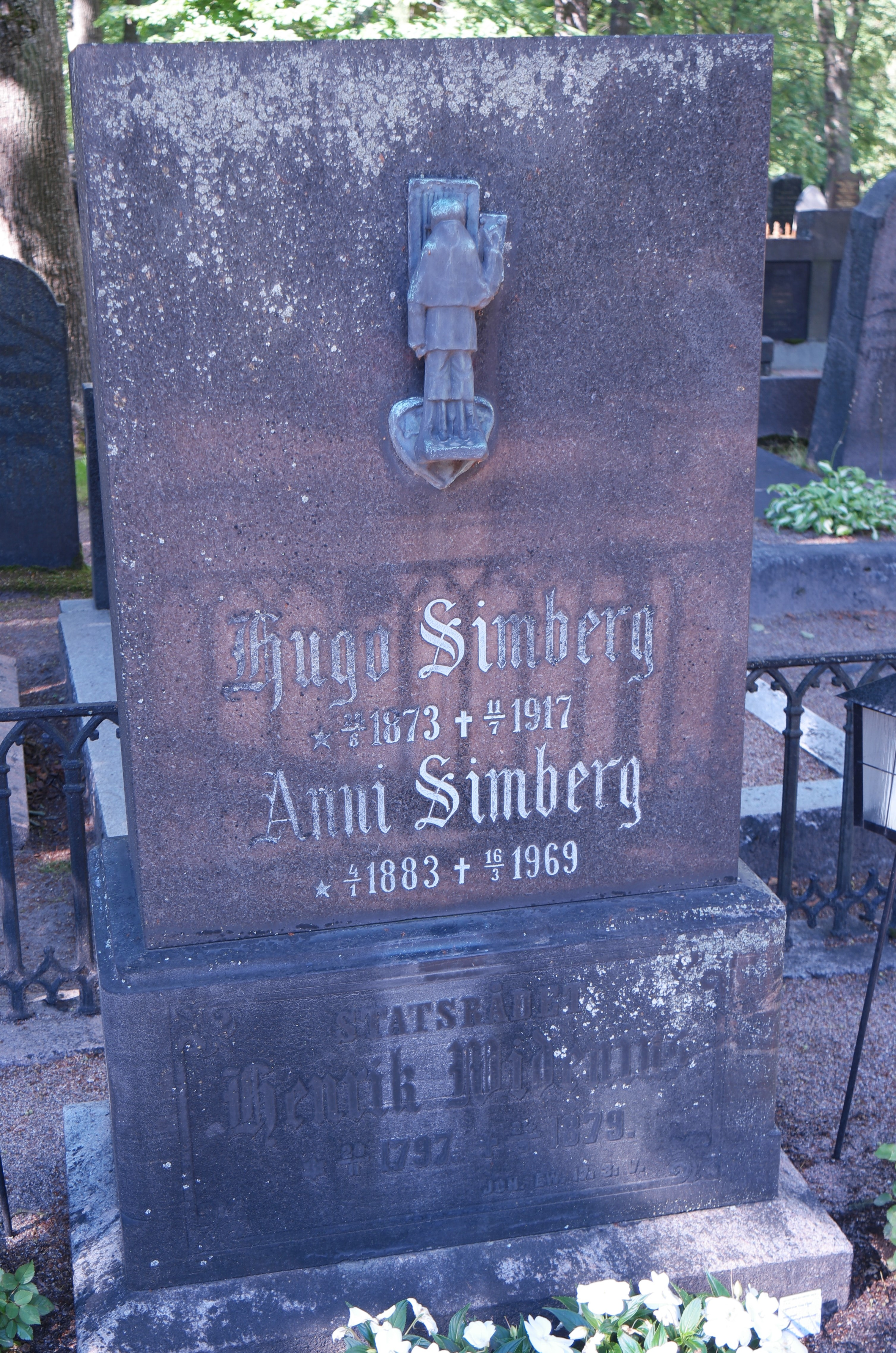
Grab von Hugo Simberg auf dem Friedhof Hietaniemi in Helsinki

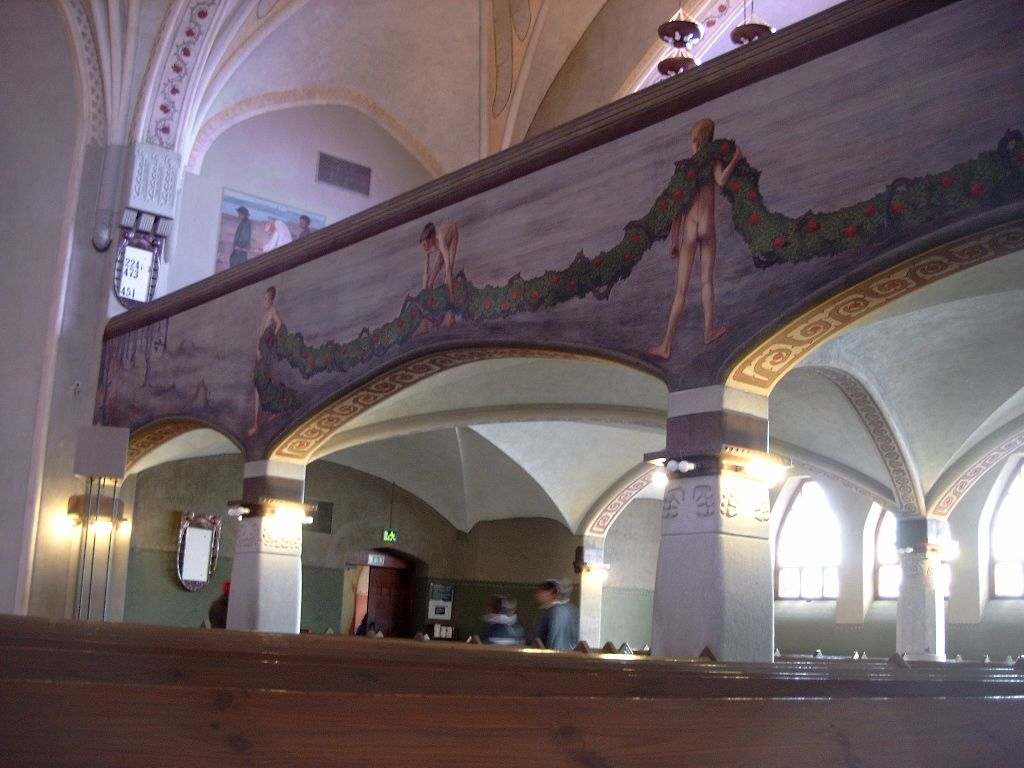
Im Dom von Tampere

Hugo Gerhard Simberg (* 24. Juni 1873 in Hamina; † 12. Juli 1917 in Ähtäri, Finnland) war ein finnischer Maler und Graphiker des Symbolismus.

## Leben und Werk
Obwohl er vom anerkannten finnischen Maler Akseli Gallen-Kallela unterstützt wurde, galten seine Bilder eher als unzeitgemäß und fremdartig. Simberg malte vorrangig Bilder des Todes, des Leidens und dämonischer Gestalten, wie sie in der finnischen Folklore stark präsent sind. Er sah jedoch immer auch einen humoristischen oder ironischen Aspekt dieser Themen. Von herausragender Bedeutung ist sein Fresko Im Garten des Todes, das sich im Dom von Tampere befindet. Bei dieser Arbeit handelt es sich um eine Umsetzung des Märchens Die Geschichte einer Mutter von Hans Christian Andersen.
Eines seiner bekanntesten Werke ist das Bild Der verwundete Engel, das er 1903 gemalt hat. Das Original befindet sich im Kunstmuseum Ateneum in Helsinki. Außerdem malte Simberg eine größere Version desselben Gemäldes für den Dom von Tampere.

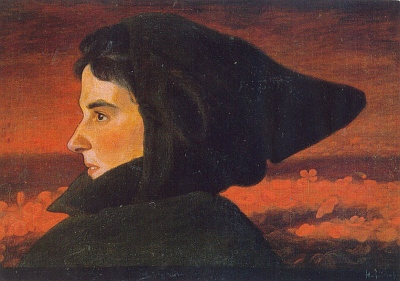
Frau (1890)
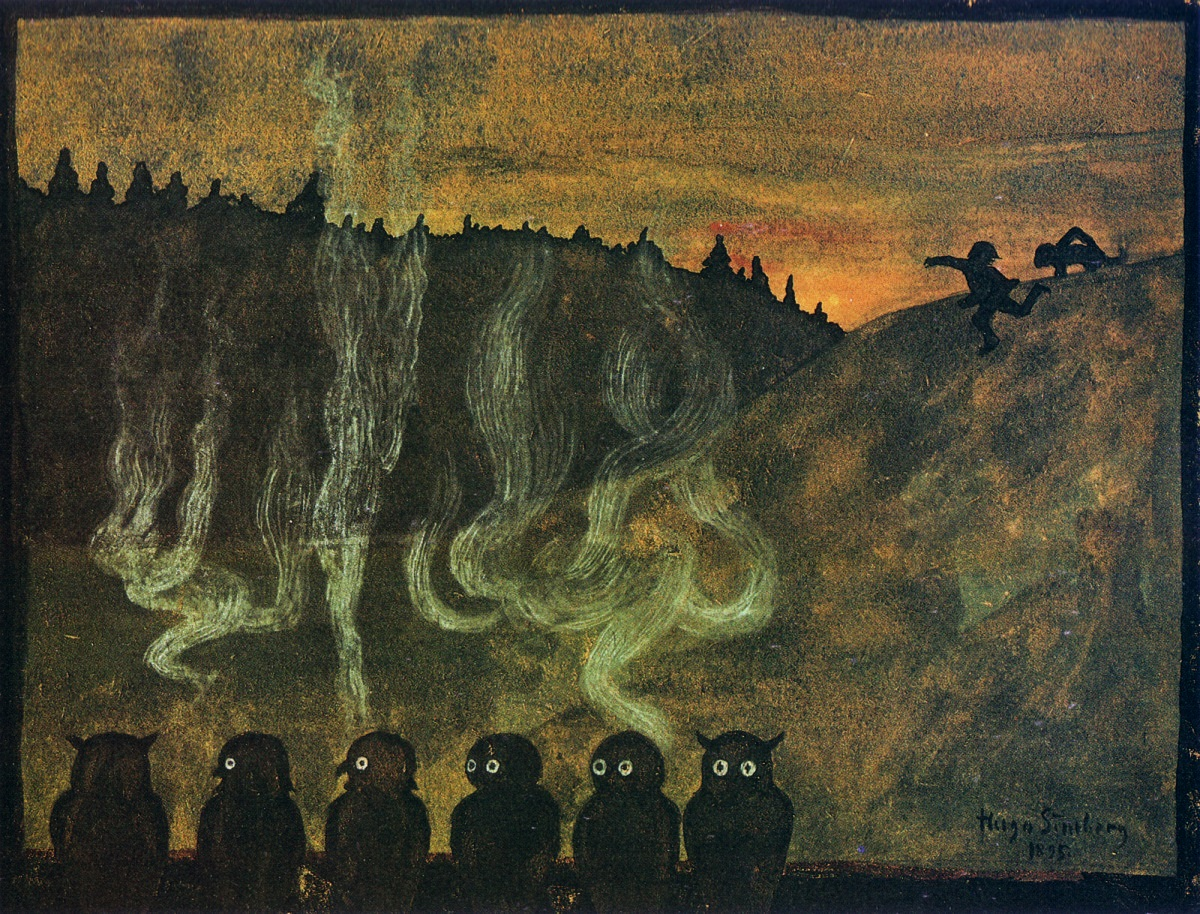
Grenze (1895)
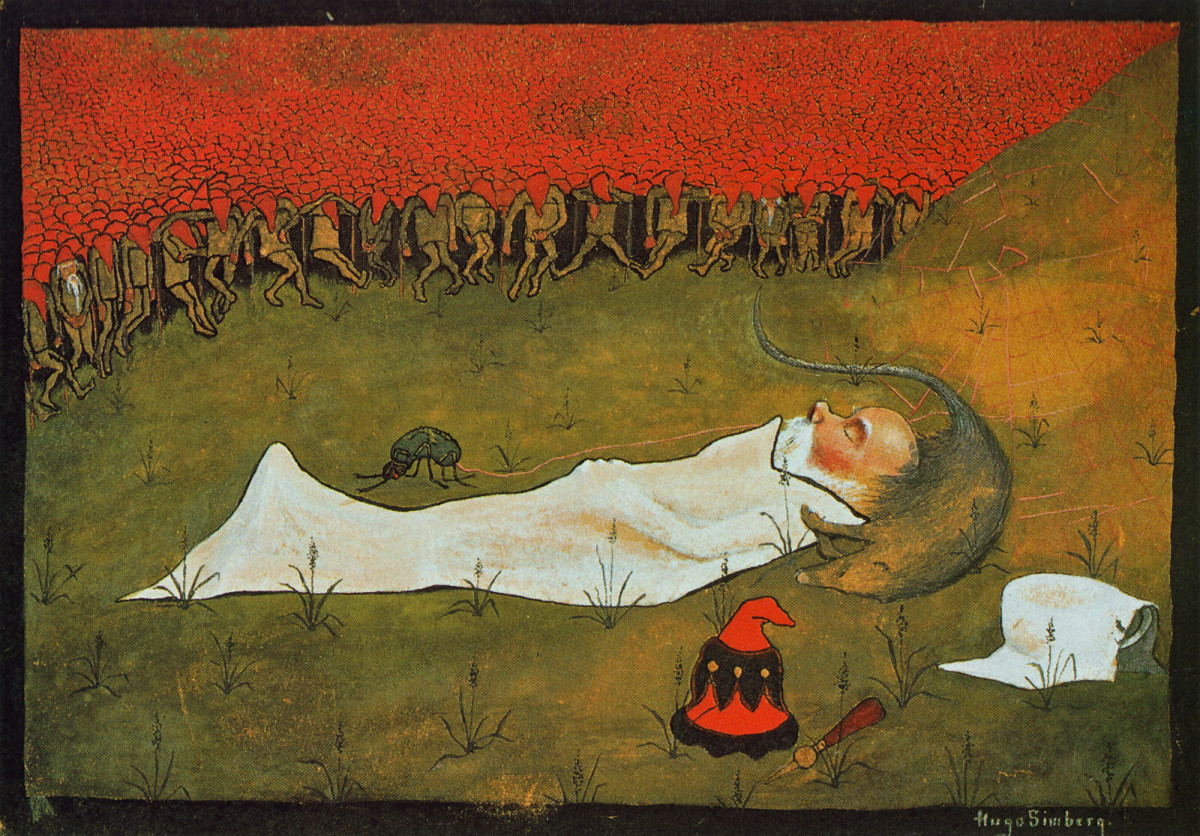
Schlafender Kobold (1896)
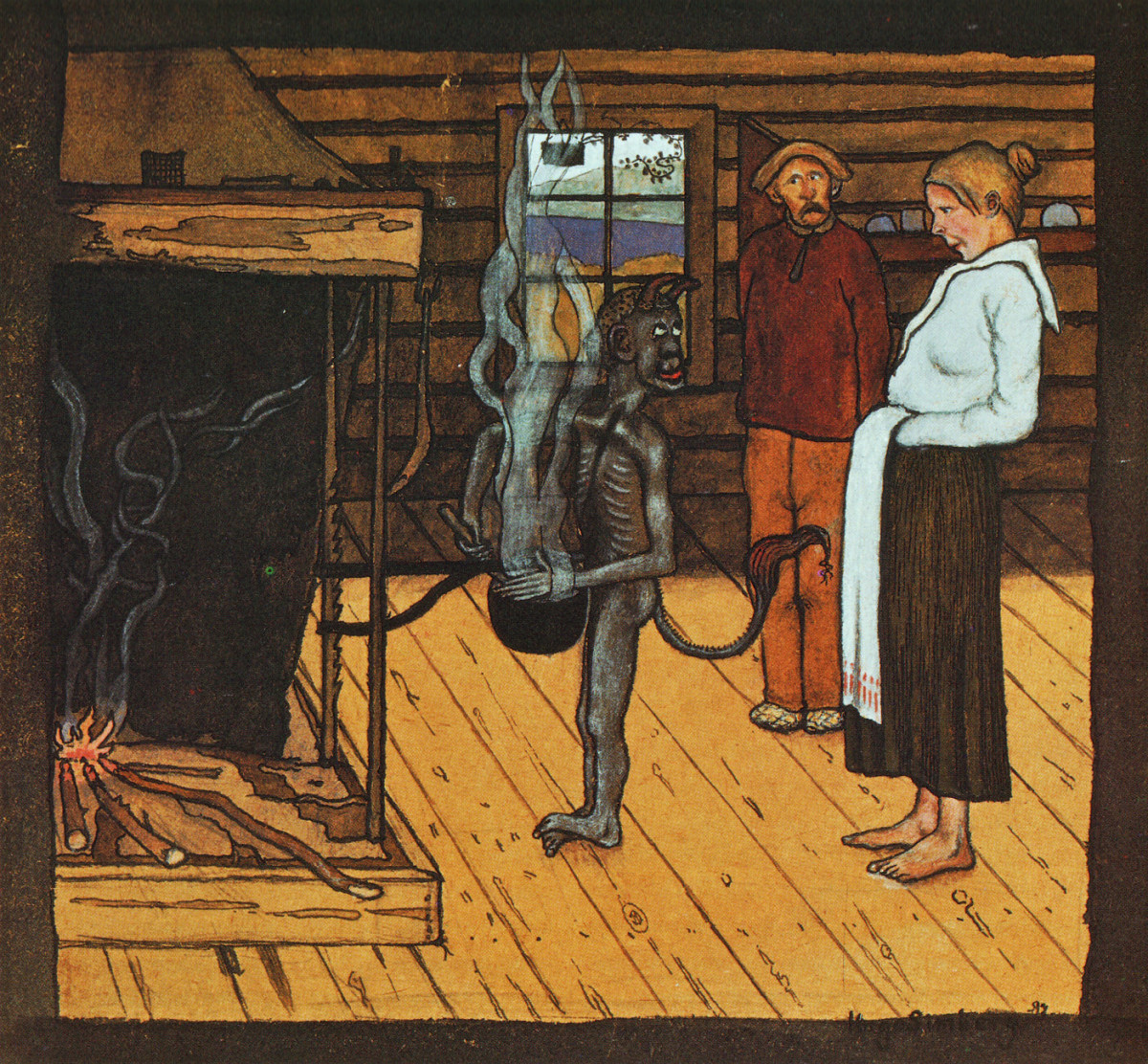
Teufel mit dem Topf (1897)
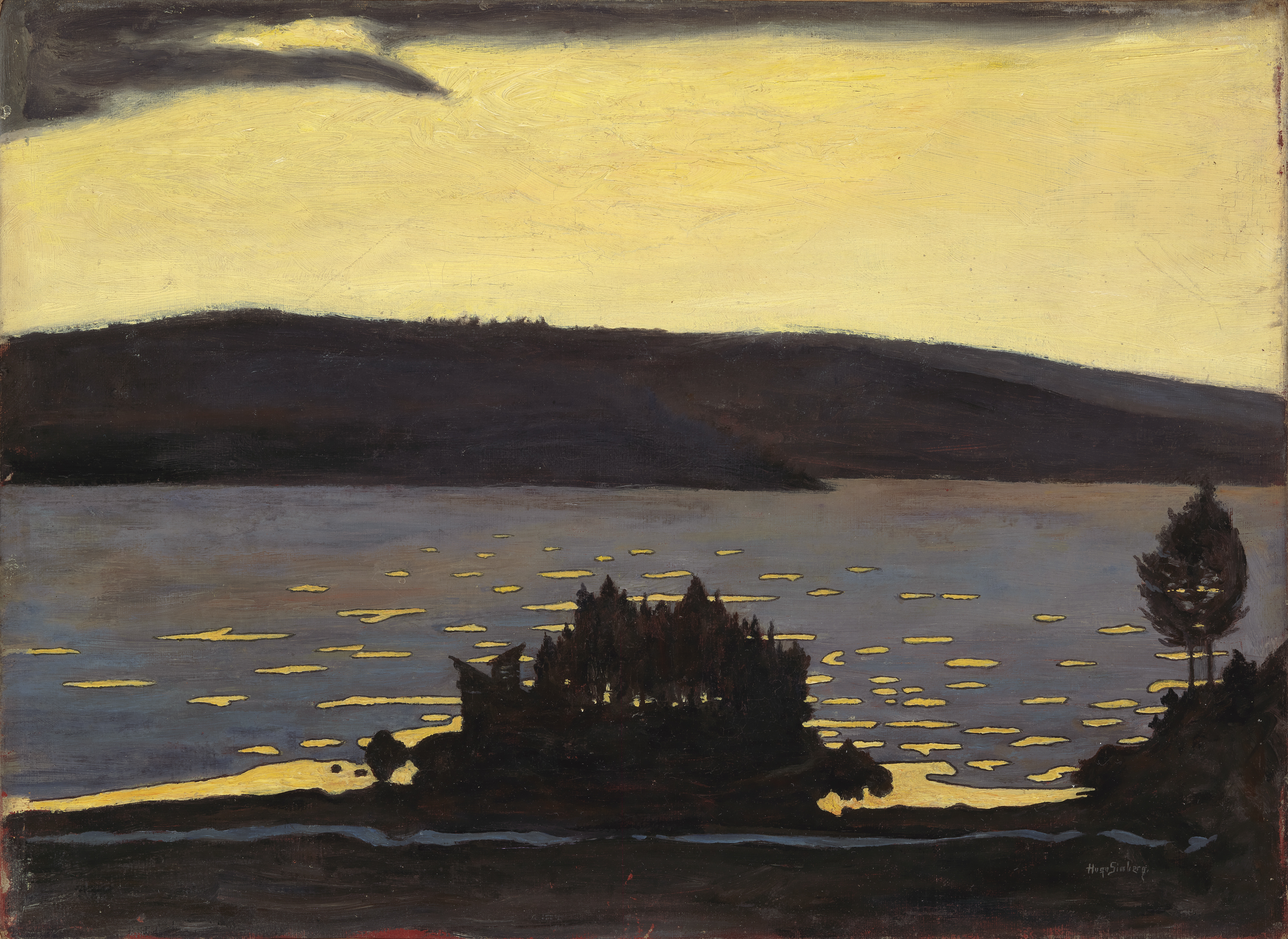
Frühlingsabend (1897)